# Efekty mediální komunikace

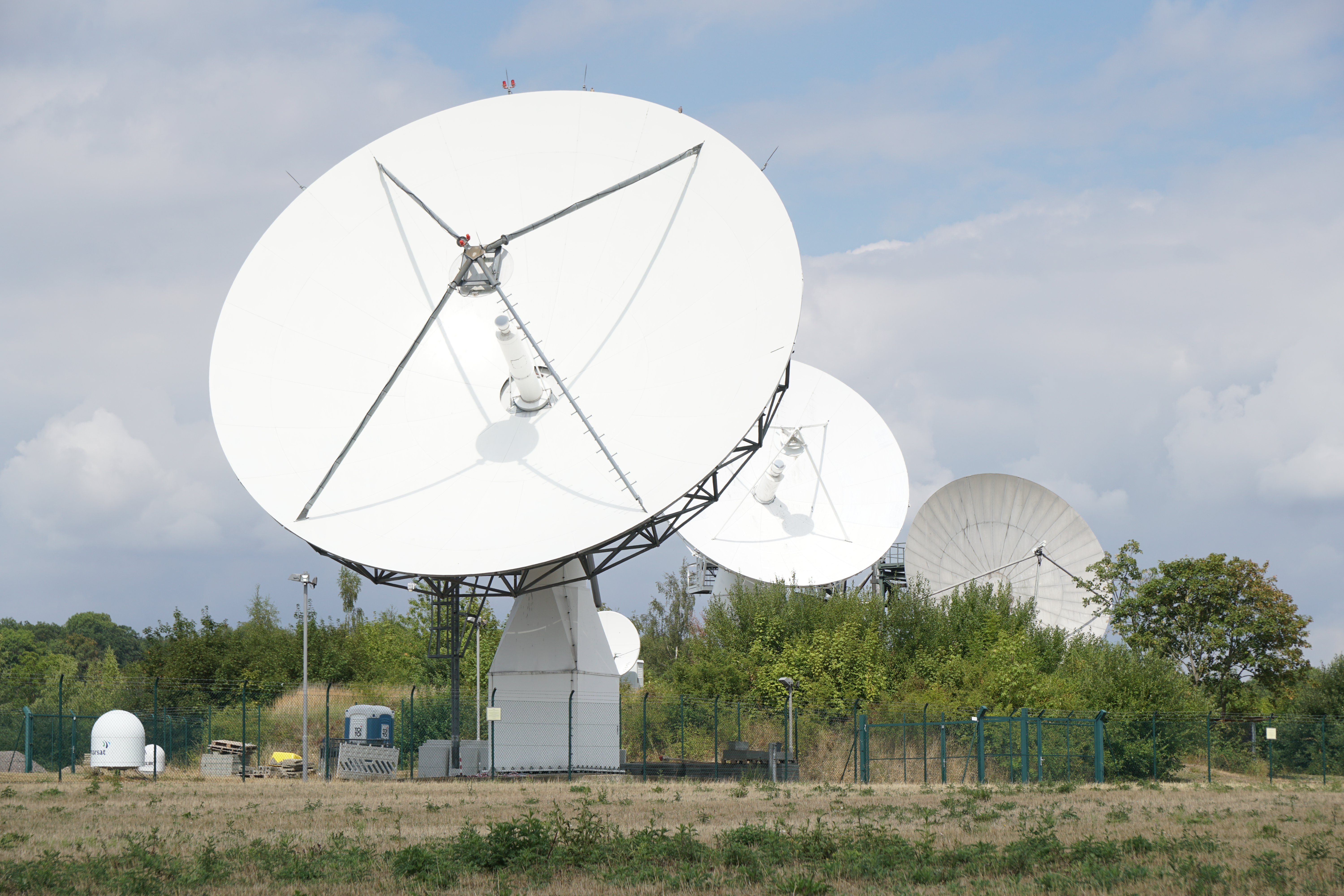
BND registrační bod Schöningen parabolické antény

Efekt mediální komunikace je úzce spojen s teorií masové komunikace, která se začala používat společně s výrazem masová média na začátku 20. století.
Studium masové komunikace (anglicky mass communication) je jedním z témat, kterým se zabývají sociální (společenské) vědy. V roce 1987 akademici Charles R. Berger a Steven H. Chaffee společně vydali publikaci „Handbook of Communication Science“, studii komunikace jako vědy, a definovali „communication science“ („vědu o komunikaci”), jako vědu, která „se snaží porozumět produkci, zpracování a účinkům symbolických a znakových soustav tím, že dochází k ověřitelným teoriím, obsahujícím legitimní zobecnění, která vysvětlují jevy spojované s produkcí, zpracováním a účinky“.
Stručně řečeno, efekt mediální komunikace se zabývá případnými účinky a vlivy masmediálních obsahů na jejich příjemce, čili publikum. Tyto efekty mohou být pozitivní, či negativní a jejich účinky lze dělit na dlouhodobé a krátkodobé.

## Moc masových médií
Moc a síla masových médií je založena na sledování dosahu a následků jejich vysílání na publikum.
Na začátku bývaly noviny financovány převážně komercí a jejich obsah byl až bulvární. Během první světové války, kdy většina novin byla mobilizována do služeb válčících států a propagování národních zájmů, se nezvládlo využít potenciál vlivu novin na „masy”, tedy společnost. Tehdy se proto domnívali, že média nemají takovou schopnost (tedy schopnost ovládat mínění jedince).
Tak tomu bylo nadále i během druhé světové války, kdy média sloužila jako propagační nástroj v Sovětském svazu, či tehdy nacistickém Německu. Avšak Spojenci zvládli využít noviny k zpravodajství a jako zábavní médium, což odstranilo domnění, že média nemohou ovlivnit myšlení lidí. Lidé si uvědomili sílu masmédií, která je schopná přetvářet veřejné mínění a svým způsobem i ovlivňovat chování společnosti. Je potřeba nalézt mediální průmysl, který je schopen dosáhnout většinu obyvatel, dále myšlenku, na které se shodne alespoň jistá část obyvatel (tedy nějaké šířené poselství) a důvěra obyvatel v daná média (tedy, novinám bude věřit více lidí, než pochybnému bulvárnímu časopisu)
V knize Media effects: Theory and research. Annual review of psychology (2016), se její autoři (Valkenburg, Peter, et al.) zabývají poznatky efektu masových médií z období posledních dekád. Výzkum vlivu masových médií začal přibližně mezi 20. až 30. léty 20. století, ale rozvinul se až na konci 50. let 20. století. V 80. letech 20. století už byly napsány desítky výzkumů, zabývajících se efekty mediální komunikace (emociální efekty, účinky na chování a mnoho dalších faktorů).

## Pět funkcí teorie účinků médií
Analysté Valkenburg a Peter se pokusili rozdělit efekty médií na pět hlavních funkcí na základě jejich předpokladů. Těchto pět teorií se zásadně liší v tom, jak pojímají proces mediálních efektů: 
1. Selektivita použití médií
  - Tento model se zabývá dvěma návrhy médií:
    - Lidé sledují pouze omezený počet zpráv ze všech dostupných zpráv, a to těch, které mohou potenciálně upoutat jejich pozornost
    - Pouze ty zprávy, které si jedinec vybere, mají potenciál ovlivnit jedince
2. Vlastnosti médií jako prediktorů
  - V tomto modelu se řeší mediální typy, které mohou ovlivnit tři typy vlastností médií a to: modalitu (např. text), vlastnosti obsahu (např. násilí) a strukturální vlastnosti (např. speciální efekty).
3. Mediální efekty jsou nepřímé
  - Většina médií jsou nepřímé než přímé. Nepřímý efekt je takový efekt, kdy vliv jedné nezávislé proměnné (např. využití médií) na jiné proměnné (např. výsledky využití médií) funguje na základě svého vlivu na jednu či více zprostředkujících proměnných.
4. Mediální efekty jsou podmíněné
  - Modely, které navrhují podmíněné mediální efekty, sdílí názor, že mediální efekty mohou být vylepšeny.
5. Mediální efekty jsou transakční
  - Poslední vlastností médií jsou transakční účinky (viz transakce v transakční analýze). Tato teorie předpokládá vzájemné vztahy mezi charakteristikami uživatelů médií a jejich selektivním využívání médií, faktory v jejich prostředí a výstupy médií.

## Média jako problém
Nejrozšířenější postoj společnosti k masmédiím je spíše negativní. Může to být způsobeno například tím, že lidé, kteří se často dívají na zprávy v televizi si poté televizi spojují právě se špatnými vzpomínkami, jako jsou obrazy zločinu, násilí, a tak podobně.
Masmédia mají tu schopnost ovlivnit společnost, příkladem jsou například jevy jako násilné politické protesty, demonstrace, xenofobie a mnoho dalších. Masmédia společnost ovlivňují ale i jako jedince, což se může projevit depresí, obezitou či nedostatkem sebedůvěry (viz výskyt gaslightingu ve zpravodajství). Ve spojení s tímto se poslední dobou nejčastěji mluví o internetu, kde panuje kyberšikana, nebo kde, jak někteří říkají, je podporována pedofilie, nenávist a násilí.
Co je ale svým způsobem paradox, je, že média tyto informace zmiňují a šíří je hlavně z toho důvodu, že podporují a potvrzují moc masmédií a dopomáhají ke „zvýšení prodeje” (podpoře prodeje), a ne, že by se hlavně snažili varovat společnost.

## Masová komunikace jako prostředek vzdělávání mas
Masmédia nemusí nutně ovlivňovat společnost pouze v negativním vztahu, ale i v pozitivním, jako například šířením informací, a tedy vzdělávání obyvatel.
Optimálně by měl efekt mediálního komunika byl pozitivní, myšleno, že vše co slyšíme, vidíme či čteme v jakémkoli médiu by mělo být k našemu prospěchu. Myšleno právě třeba ke vzdělávání mas.